# قاعدة بيانات فريدب
كانت قاعدة بيانات فريدب قاعدة بيانات لقوائم مسارات الأقراص المضغوطة، حيث كان كل المحتوى تحت رخصة جنو العمومية العامة . للبحث عن معلومات القرص المضغوط عبر الإنترنت ، قام برنامج عميل بحساب دالة تجزئة من جدول محتويات القرص المضغوط واستخدمها كمعرف قرص للاستعلام عن قاعدة البيانات. إذا كان القرص موجودًا في قاعدة البيانات ، فيمكن للعميل استرداد وعرض الفنان وعنوان الألبوم وقائمة المقطوعات وبعض المعلومات الإضافية.

## نبذة
كان يعتمد في الأصل على CDDB (قاعدة بيانات القرص المضغوط) المملوكة الآن. نظرًا لأنه ورث قيود CDDB ،  لا يوجد حقل بيانات في قاعدة بيانات فريدب للملحن. هذا يحد من فائدته لأقراص الموسيقى الكلاسيكية. علاوة على ذلك ، غالبًا ما يتم تقديم الأقراص المضغوطة في سلسلة في قاعدة البيانات بواسطة أشخاص مختلفين ، مما يؤدي إلى اصطلاحات تهجئة وتسمية غير متسقة عبر الأقراص. اعتبارًا من 24 أبريل 2006 تحتفظ قاعدة البيانات بما يقل قليلاً عن 2،000،000 قرص مضغوط. اعتبارًا من عام 2007 ، كان لدى ميوزك - وهو مشروع له أهداف مماثلة - بوابة فريدب التي تسمح بالوصول إلى قاعدة البيانات الخاصة بهم. تم إغلاق بوابة فريدب في 18 مارس 2019.

## التاريخ
تم إصدار البرنامج الأصلي وراء CDDB بموجب رخصة GNU العامة ، وقدم العديد من الأشخاص معلومات القرص المضغوط معتقدين أن الخدمة ستظل مجانية أيضًا. تم تغيير الترخيص لاحقًا ، ومع ذلك ، اشتكى بعض المبرمجين من أن الترخيص الجديد يتضمن شروطًا معينة لا يمكنهم قبولها: إذا أراد المرء الوصول إلى CDDB ، فلن يُسمح لأحد بالوصول إلى أي قاعدة بيانات أخرى تشبه CDDB (مثل فريدب) ، وأي برامج تستخدم بحث CDDB يجب أن تعرض شعار CDDB أثناء إجراء البحث.
في مارس 2001 ، حظرت CDDB ، المملوكة الآن لشركة Gracenote ، جميع التطبيقات غير المرخصة من الوصول إلى قاعدة البيانات الخاصة بها. لم تعد التراخيص الجديدة لـ CDDB1 (الإصدار الأصلي من CDDB) متاحة ، حيث أراد Gracenote إجبار المبرمجين على التبديل إلى CDDB2 (إصدار جديد غير متوافق مع CDDB1 وبالتالي مع Freedb). دفع تغيير الترخيص مشروع فريدب ، الذي يهدف إلى البقاء مجانيًا.
يتم استخدام Freedb بشكل أساسي من قبل مشغلات الوسائط والمفهرسين وأجهزة تحديد الصوت وبرامج القرص المضغوط . اعتبارًا من الإصدار 6 من بروتوكول Freedb ، يقبل Freedb بيانات UTF-8 ويعيدها.
استحوذت Magix على Freedb في عام 2006. أصدر MusicBrainz - وهو مشروع له أهداف مماثلة - بوابة Freedb في عام 2007 ، مما يسمح للمستخدمين بجمع المعلومات من قاعدة بيانات MusicBrainz بدلاً من Freedb. تم اغلاق هذه الخدمة في عام 2019.
كان من المقرر إغلاق موقع Freedb.org وخدماته في 31 مارس 2020. اعتبارًا من 28 مايو 2020 ، كان الموقع لا يزال يعمل. في 13 يونيو 2020 ، لوحظ أن عنوان URL المستخدم لعمليات البحث ، Freedb. Freedb.org ، لم يعد مصممًا على اسم مضيف ونتيجة لذلك لم تعد الخدمة تعمل.
استمر موقع gnudb.org في توفير قاعدة بيانات Freedb.org بعد إغلاق موقع Freedb.org.

## برنامج العميل
تشمل تطبيقات Freedb الأخرى المدركة ما يلي:
- Asunder
- Audiograbber
- CDex
- cdrdao
- Exact Audio Copy
- foobar2000
- fre:ac
- Grip
- JetAudio
- Mp3tag
- ميديامونكي
- puddletag
- Quod Libet

## روابط خارجية
- الموقع الرسمي
 (نسخة مؤرشفة)
- gnudb.org